# Camoël
Camoël település Franciaországban, Morbihan megyében. Lakosainak száma 1156 fő (2022. január 1.). Camoël Arzal, Férel, Herbignac, Assérac és Pénestin községekkel határos.

## Népesség
A település népességének változása:
| Lakosok száma | 541  | 559  | 598  | 815  | 967  | 988  | 1007 | 1039 | 1089 | 1156 |
|               | 1968 | 1982 | 1990 | 2006 | 2013 | 2015 | 2017 | 2019 | 2020 | 2022 |